# Hudson Challenger
Der Hudson Challenger bezeichnet eine Serie von Achtzylinder-Automobilen, die die Hudson Motor Car Co. in Detroit im Modelljahr 1934 fertigte. Er war der Nachfolger des Pacemaker Standard Eight aus dem Vorjahr und etwas einfacher ausgestattet als der Hudson Standard Eight.
Es gab nur ein Fahrgestell mit einem Radstand von 2946 mm. Die Wagen (Modell LTS) hatten einen Achtzylinder-Reihenmotor mit seitlich stehenden Ventilen mit 4169 cm³ Hubraum (Bohrung × Hub = 76,2 mm × 114,3 mm) und einer Leistung von 108 bhp (79 kW) bei 3800/min. Über eine Einscheiben-Ölbadkupplung wurde die Motorkraft an ein Dreiganggetriebe (mit Mittelschaltung) und dann an die starre Hinterachse weitergeleitet. Die mechanischen Trommelbremsen wirkten auf alle vier Räder. Sonderausstattungen waren für den preiswertesten Hudson dieses Modelljahres nicht vorgesehen.
Neben einer viertürigen Limousine gab drei unterschiedliche Coupés und ein Cabriolet (jeweils mit 2 Türen).
1935 entfiel dieses Modell ersatzlos.